# Abdelatif Bakir
Abdelatif Bakir, né le 18 mai 1957, est un handballeur algérien. Il a participé aux Jeux olympiques de 1980 . 

## Palmarès

### Avec l'Équipe d'Algérie
- Vainqueur du Championnat d'Afrique des nations en 1981